# 561 Ingwelde
561 Ingwelde è un asteroide della fascia principale del diametro medio di circa 24,5 km. Scoperto nel 1905, presenta un'orbita caratterizzata da un semiasse maggiore pari a 3,1812021 UA e da un'eccentricità di 0,1135393, inclinata di 1,52692° rispetto all'eclittica.
Il suo nome si riferisce probabilmente ad un'opera del compositore tedesco Max von Schillings.